# TC Rot-Blau Regensburg
Der Tennisclub Rot-Blau Regensburg e. V. ist ein deutscher Tennisverein aus Regensburg. Der Club hat derzeit 38 Mannschaften mit etwa 700 Mitgliedern (Stand: 2020). Von 2015 bis 2018 spielte die erste Damenmannschaft in der 1. Bundesliga, 2016 wurde sie erstmals deutscher Mannschaftsmeister und konnte den Titel die beiden darauffolgenden Jahre erfolgreich verteidigen.

## Geschichte
Der Verein gründete sich am 6. Mai 1925 als Tennis-Abteilung im 1. FC Regensburg, der sich 1934 der Regensburger Turnerschaft anschloss. 1977 zog die Abteilung in das neugebaute Gelände im Stadtteil Königswiesen. 2013 spaltete sich die Tennis-Abteilung von der RT ab und agiert seitdem als eigenständiger Verein. Überregionales Aufsehen erregte der Verein mit dem Aufstieg der ersten Damenmannschaft 2013 in die 2. Bundesliga, spätestens aber mit dem Aufstieg in die 1. Bundesliga 2014. Mit zwei der damals besten deutschen Spielerinnen, Julia Görges und Angelique Kerber, gelang im ersten Jahr ein starker dritter Rang, 2016 wurde Rot-Blau Regensburg ungeschlagen Deutscher Mannschaftsmeister.
Mit Angelique Kerber, die seit 2015 in Regensburg im Mannschaftstennis aufschlug, gewann bei den Australian Open 2016 erstmals eine Spielerin von Rot-Blau ein Grand-Slam-Turnier und wurde die Nummer eins der Weltrangliste. Im Finale der US Open 2016 standen sich mit Kerber und Karolína Plíšková gleich zwei Spielerinnen von Rot-Blau gegenüber.
In der Saison 2017 wurden die Regensburgerinnen erneut ungeschlagen Deutscher Meister. und auch 2018 konnten die sie den Titel erfolgreich verteidigen. Nach der dritten Meisterschaft in Folge meldete sich das Team wegen des Rückzugs des Hauptsponsors jedoch aus der Bundesliga zurück.

## Mannschaften
Die erste Damenmannschaft von Rot-Blau spielte in der Bundesliga seit dem Bundesliga-Aufstieg 2013 unter dem Namen Eckert-Tennis-Team (nach dem Hauptsponsor "Eckert Schulen"). Nach dem Bundesliga-Rückzug 2018 spielt sie in der drittklassigen Regionalliga Süd-Ost.
Die erste Herrenmannschaft des TC Rot-Blau spielt ebenfalls in der Regionalliga Süd-Ost.

### Bekannte ehemalige Spielerinnen
Angegeben sind alle ehemaligen Spielerinnen mit mindestens einem WTA-Titel.
- Lara Arruabarrena (2018)
- Annika Beck (2017)
- Kirsten Flipkens (2017–2018)
- Julia Görges (2014–2018)
- Polona Hercog (2016)
- Angelique Kerber (2015–2017)
- Klára Koukalová (2015)
- Barbora Krejčíková (2013–2018)
- Johanna Larsson (2016–2018)
- Tatjana Maria (2015–2018)
- Elise Mertens (2018)
- Karolína Plíšková (2013–2016)
- Kristýna Plíšková (2013–2014)
- Maria Sakkari (2017)
- Chanelle Scheepers (2014–2015)
- Anastasija Sevastova (2018)
- Barbora Strýcová (2015)

### Meisterschaftskader
| Deutscher Meister 2016 | Deutscher Meister 2016 | Deutscher Meister 2016 | Deutscher Meister 2017 | Deutscher Meister 2017 | Deutscher Meister 2017 | Deutscher Meister 2018 | Deutscher Meister 2018 | Deutscher Meister 2018 |
| ---------------------- | ---------------------- | ---------------------- | ---------------------- | ---------------------- | ---------------------- | ---------------------- | ---------------------- | ---------------------- |
| 1.                     | Deutschland            | Angelique Kerber       | 1.                     | Deutschland            | Angelique Kerber       | 1.                     | Deutschland            | Julia Görges           |
| 2.                     | Tschechien             | Karolína Plíšková      | 2.                     | Deutschland            | Julia Görges           | 2.                     | Lettland               | Anastasija Sevastova   |
| 3.                     | Tschechien             | Petra Cetkovská        | 3.                     | Schweden               | Johanna Larsson        | 3.                     | Belgien                | Elise Mertens          |
| 4.                     | Deutschland            | Julia Görges           | 4.                     | Deutschland            | Annika Beck            | 4.                     | Deutschland            | Tatjana Maria          |
| 5.                     | Schweden               | Johanna Larsson        | 5.                     | Griechenland           | Maria Sakkari          | 5.                     | Schweden               | Johanna Larsson        |
| 6.                     | Slowenien              | Polona Hercog          | 6.                     | Belgien                | Kirsten Flipkens       | 6.                     | Belgien                | Kirsten Flipkens       |
| 7.                     | Deutschland            | Tatjana Maria          | 7.                     | Deutschland            | Tatjana Maria          | 7.                     | Spanien                | Lara Arruabarrena      |
| 8.                     | Niederlande            | Richèl Hogenkamp       | 8.                     | Niederlande            | Richèl Hogenkamp       | 8.                     | Niederlande            | Richèl Hogenkamp       |
| 9.                     | Niederlande            | Lesley Kerkhove        | 9.                     | Tschechien             | Tereza Martincová      | 9.                     | Niederlande            | Arantxa Rus            |
| 10.                    | Tschechien             | Andrea Hlaváčková      | 10.                    | Deutschland            | Antonia Lottner        | 10.                    | Tschechien             | Barbora Krejčíková     |
| 11.                    | Tschechien             | Tereza Martincová      | 11.                    | Niederlande            | Lesley Kerkhove        | 11.                    | Deutschland            | Antonia Lottner        |
| 12.                    | Tschechien             | Barbora Krejčíková     | 12.                    | Niederlande            | Arantxa Rus            | 12.                    | Tschechien             | Tereza Martincová      |
| 13.                    | Niederlande            | Arantxa Rus            | 13.                    | Tschechien             | Barbora Krejčíková     | 13.                    | Niederlande            | Lesley Kerkhove        |
| 14.                    | Russland               | Natela Dsalamidse      | 14.                    | Tschechien             | Andrea Hlaváčková      | 14.                    | Russland               | Natela Dsalamidse      |
| 15.                    | Deutschland            | Caroline Ancicka       | 15.                    | Russland               | Natela Dsalamidse      | 15.                    | Deutschland            | Caroline Ancicka       |
| 16.                    | Deutschland            | Kiara Traeger          | 16.                    | Deutschland            | Caroline Ancicka       | 16.                    | Deutschland            | Laura Dehmel           |